# Socha svatého Jana Nepomuckého (Smíchov)
Socha svatého Jana Nepomuckého na Smíchově v Praze se nachází na soukromém pozemku ve výklenku novodobé cihlové ohradní zdi při cestě k domu čp. 2261/15 v Holečkově ulici. Je chráněna jako nemovitá kulturní památka České republiky. Je nepřístupná.

## Historie
Barokní socha sv. Jana Nepomuckého pochází z 1. poloviny 18. století. Původně byla umístěna na uliční čáře nad vchodem do usedlosti Dolní Palata. Po zboření části usedlosti byla přemístěna na pozemek sousedního domu.

## Popis
Socha vyniká jemným provedením. Zachycuje světce v jeho tradiční podobě - v kněžském rouchu s kvadrátkem na hlavě, s krucifixem v náručí a s palmovou ratolestí v ruce; okolo hlavy má pět hvězdiček.